# Kościół Wszystkich Świętych w Bobowej
Kościół Wszystkich Świętych w Bobowej – rzymskokatolicki kościół parafialny znajdujący się w miejscowości Bobowa w powiecie gorlickim województwa małopolskiego.

## Historia
Obecna świątynia została wzniesiona być może jeszcze w XIV wieku, jednak dopiero z 1412 roku pochodzi o niej pierwsza wzmianka. W 1529 roku została podniesiona przez biskupa krakowskiego Piotra Tomickiego do godności kolegiaty (pełniła tę funkcję do 1792). W latach 1561–1592 świątynia należała do luteranów, następnie po odzyskaniu przez katolików w 1592 roku została rekoncyliowana przez biskupa Pawła Dębskiego, sufragana krakowskiego. W XVII wieku została przebudowana i rozbudowana o kaplicę. W 1889 roku została zniszczona przez pożar, następnie została odbudowana. Po gruntownej konserwacji kościoła, poświęcenia dokonał biskup tarnowski Andrzej Jeż, 7 września 2019, w 680. rocznicę lokacji Bobowej.

## Architektura i wyposażenie

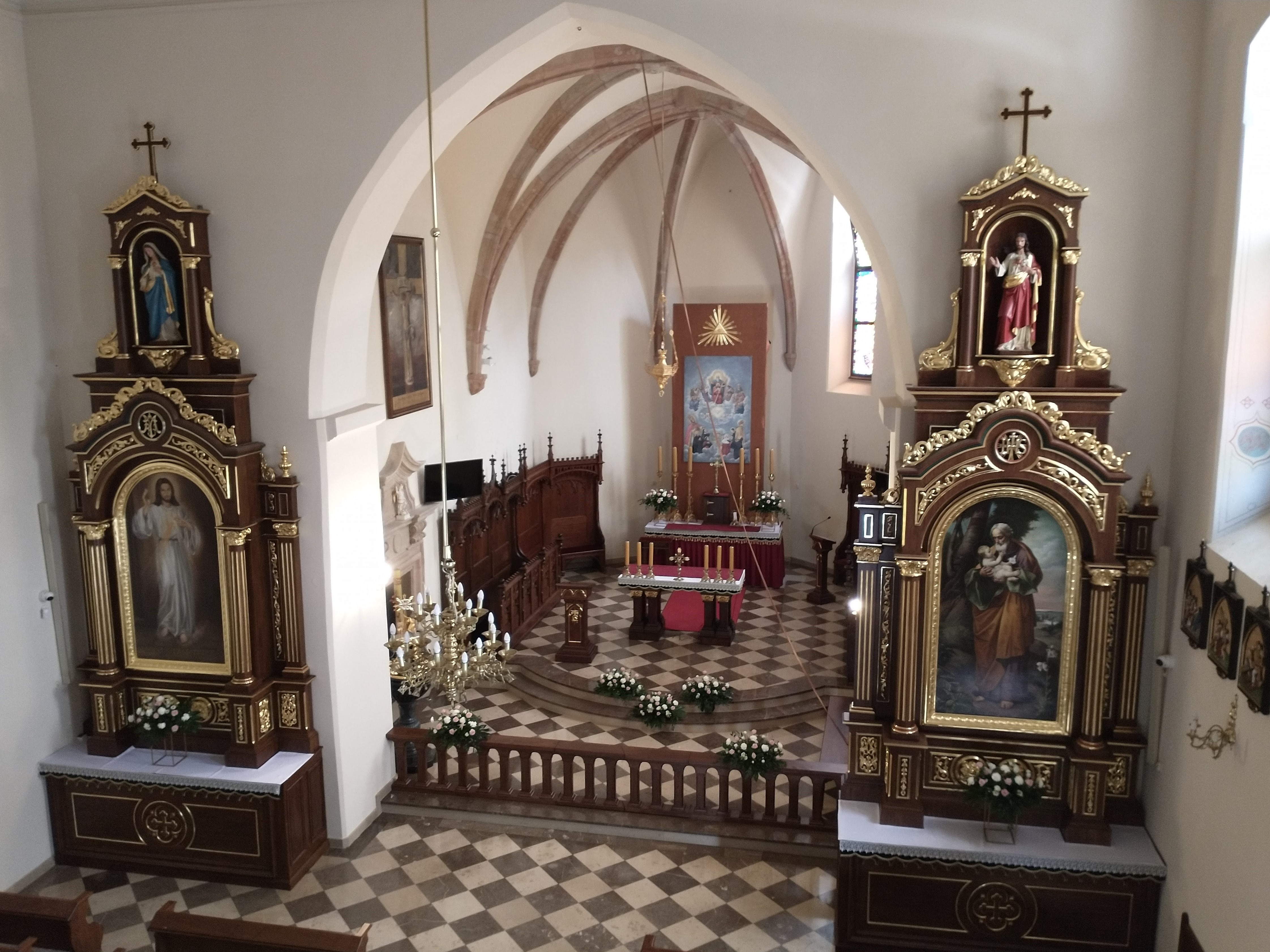
Wnętrze z ołtarzami

Pierwotnie była to budowla gotycka, przebudowana została w okresie baroku, w XIX wieku utraciła częściowo cechy stylowe. Świątynia jest jednonawowa, posiada prezbiterium zamknięte trójbocznie, przy którym mieści się zakrystia. Przy nawie od strony północnej znajduje się kaplica, natomiast od strony zachodniej jest umieszczona kwadratowa wieża, mocno przebudowana pod koniec XIX wieku i zwieńczona ostrosłupowym dachem hełmowym. Na zewnątrz świątynia opięta jest szkarpami i przykryta dachami dwuspadowymi, nakrytymi blachą, nad nawą znajduje się wieżyczka na sygnaturkę. Prezbiterium jest nakryte sklepieniami krzyżowo-żebrowymi, gotyckimi, powstałymi w XIV wieku, ze zwornikami, na których widnieją herby Lis, Dębno i nieznany. Zakrystia nakryta jest sklepieniami kolebkowymi, a pod wieżą znajduje się sklepienie żaglaste. Nawa nakryta jest stropem płaskim z fasetą. Kaplicę nakrywa kopuła z latarnią. W wejściach są umieszczone portale: do nawy od strony zachodniej ostrołukowy, gotycki, pochodzący z XV wieku; pozostałe do zakrystii, do kaplicy oraz od strony południowej do nawy, barokowe, pochodzące z 2. połowy XVII wieku, ostatni z nich jest ozdobiony herbem Ogończyk w nadprożu. Polichromia o charakterze figuralnym i ornamentalnym została namalowana w latach 1966-1967 przez Adama Konteczko i Henryka Wójcika.
W skład wyposażenia kościoła wchodzą: ołtarz główny neogotycki wykonany po 1889 r., z obrazem Wszystkich Świętych oraz zamiennym Ukrzyżowania namalowanym na początku XX w. przez Jana Warchałowskiego; dwa ołtarze boczne ustawione przy tęczy, neobarokowe z XX w., w lewym obraz Jezu Ufam Tobie; ołtarz w kaplicy rokokowy z 2. poł. XVIII w., w nim obraz Matki Bożej Bolesnej, otoczony miejscowym kultem, malowany przez Feliksa Hanusza w 1851 roku. W kościele znajduje się też chrzcielnica barokowa, marmurowa, z rokokową pokrywą z 2. poł. XVIII wieku, ambona neobarokowa z XX wieku i kropielnica kamienna, barokowa. Konfesjonały i ławy neogotyckie w prezbiterium z herbami Korony i Litwy, pochodzą z końca XIX wieku. Organy zbudowane zostały przez Tomasza Falla. Obraz Ukrzyżowanie namalowany przez Jacka Malczewskiego z początku XX w., zawieszony jest wysoko na bocznej ścianie prezbiterium. Na wieży zawieszone są trzy dzwony odlane w 1957 w odlewni Mała Panew w Ozimku. Kościół w latach 2018-2019 przeszedł gruntowną renowację zewnątrz i wewnątrz (niemal każdy element kościoła) m.in. prace przy fundamentach, ścianach, nowa posadzka, portale, przebudowano prezbiterium, odnowiono ołtarze, odrestaurowano chór, organy, zakrystię, konserwacja muru wokół budynku.